# NBA 1958/59
Die NBA-Saison 1958/59 war die 13. Saison der National Basketball Association (NBA). Sie begann am Sonntag, den 19. Oktober 1958, mit dem Spiel der Detroit Pistons bei den Syracuse Nationals und endete regulär nach 288 Spielen am Mittwoch, den 11. März 1959, mit dem Spiel der St. Louis Hawks bei den Syracuse Nationals. Die Postseason begann am Freitag, den 13. März, und endete am Donnerstag, den 9. April, mit 4—0 Finalsiegen der Boston Celtics über die Minneapolis Lakers.

## Saisonnotizen
- Erster Draft-Pick in der NBA-Draft 1958 wurde Elgin Baylor von der Seattle University für die Minneapolis Lakers.[1]
- Der Besitzer der Lakers machte den geplanten Umzug des Franchise an die Westküste von der Verpflichtung Baylors abhängig. Elgin Baylor war die erste Person, die jemals „Superstar“ genannt wurde und läutete bereits als Rookie umgehend das NBA-Zeitalter der Ligenstars ein. Unglücklicherweise gewann er nie selbst eine Meisterschaft.[2] Man sagte von Baylor, dass er die Gesetze der Schwerkraft zwar nie gebrochen hätte, sie aber auch stets nur äußerst widerwillig befolgt habe. All jenen Spielern, die wie er das Spiel in den Raum oberhalb des Korbringes verlegten (wie Connie Hawkins, Julius Erving oder Michael Jordan), ist er ein Rollenmodell gewesen.
- Das neunte All-Star-Game fand am Freitag, den 23. Januar 1959, vor 10.541 Zuschauern im Olympia Stadium in Detroit, Michigan statt. Ed Macauleys Western All-Stars besiegten Red Auerbachs Eastern All-Stars mit 130—118. Die All-Star Game MVP-Würde teilten sich Bob Pettit und Rookie des Jahres Elgin Baylor.[3]

## Abschlusstabellen
Pl. = Rang,  = Für die Playoffs qualifiziert, Sp = Anzahl der Spiele, S—N = Siege—Niederlagen, % = Siegquote (Siege geteilt durch Anzahl der bestrittenen Spiele), GB = Rückstand auf den Führenden der Division in der Summe von Sieg- und Niederlagendifferenz geteilt durch zwei, Heim = Heimbilanz, Ausw. = Auswärtsbilanz, Neutr. = Bilanz auf neutralem Boden, Div. = Bilanz gegen die Divisionsgegner

### Eastern Division
| Pl. | Mannschaft            | Sp | S—N   | %    | GB | Heim  | Ausw. | Neutr. | Div.  |
| --- | --------------------- | -- | ----- | ---- | -- | ----- | ----- | ------ | ----- |
| 1.  | Boston Celtics        | 72 | 52—20 | .722 | —  | 26—40 | 13—15 | 13—10  | 23—13 |
| 2.  | New York Knicks       | 72 | 40—32 | .556 | 12 | 21—90 | 15—15 | 04—80  | 19—17 |
| 3.  | Syracuse Nationals    | 72 | 35—37 | .486 | 17 | 19—12 | 12—17 | 04—80  | 16—20 |
| 4.  | Philadelphia Warriors | 72 | 32—40 | .444 | 20 | 17—90 | 07—24 | 08—70  | 14—22 |

### Western Division
| Pl. | Mannschaft           | Sp | S—N   | %    | GB | Heim  | Ausw. | Neutr. | Div.  |
| --- | -------------------- | -- | ----- | ---- | -- | ----- | ----- | ------ | ----- |
| 1.  | St. Louis Hawks      | 72 | 49—23 | .681 | —  | 28—30 | 14—15 | 07—50  | 27—90 |
| 2.  | 0Minneapolis Lakers0 | 72 | 33—39 | .458 | 16 | 15—70 | 09—17 | 09—15  | 18—18 |
| 3.  | 0Detroit Pistons0    | 72 | 28—44 | .389 | 21 | 13—17 | 08—20 | 07—70  | 17—19 |
| 4.  | Cincinnati Royals    | 72 | 19—53 | .264 | 30 | 09—19 | 02—25 | 08—90  | 10—26 |

## Ehrungen
- All-Star Game MVP 1959: Bob Pettit, St. Louis Hawks und Elgin Baylor, Minneapolis Lakers
- Most Valuable Player 1958/59: Bob Pettit, St. Louis Hawks
- Rookie of the Year 1958/59: Elgin Baylor, Minneapolis Lakers

| - All-NBA First Team: - Bob Pettit, St. Louis Hawks - Elgin Baylor, Minneapolis Lakers - Bill Russell, Boston Celtics - Bob Cousy, Boston Celtics - Bill Sharman, Boston Celtics | - All-NBA Second Team: - Paul Arizin, Philadelphia Warriors - Cliff Hagan, St. Louis Hawks - Dolph Schayes, Syracuse Nationals - Slater Martin, St. Louis Hawks - Richie Guerin, New York Knickerbockers |

## Führende Spieler in Einzelwertungen
| Kategorie       | Spieler      | Mannschaft              | Wert   |
| --------------- | ------------ | ----------------------- | ------ |
| Punkte          | Bob Pettit   | St. Louis Hawks         | 2105   |
| Wurfquote †     | Ken Sears    | New York Knickerbockers | 49,0 % |
| Freiwurfquote ‡ | Bill Sharman | Boston Celtics          | 93,2 % |
| Assists         | Bob Cousy    | Boston Celtics          | 557    |
| Rebounds        | Bill Russell | Boston Celtics          | 1612   |

† 230 Körbe nötig. Sears nahm 1002 Schüsse und traf 491 mal.

‡ 190 Freiwürfe nötig. Sharman traf 342 von 367.

- Mit 332 beging Walter Dukes von den Detroit Pistons die meisten Fouls. Er war mit insgesamt 22 mal auch am häufigsten fouled out.
- Bill Russell von den Boston Celtics stand mit 2979 Minuten in 70 Spielen am längsten auf dem Parkett.
- Bis zur Saison 1968/69 wurden den Statistiken in den Kategorien „Punkte“, „Assists“ und „Rebounds“ die insgesamt erzielten Leistungen zu Grunde gelegt und nicht die Quote pro Spiel.[4]
- Pettits 2105 Punkte ergaben auch den besten Durchschnitt mit 29,2 Punkten pro Spiel. Seine Wurfquote, die siebtbeste, betrug 43,8 %.
- Bill Sharman, der zwischen 1952 und 1961 siebenmal und damit am häufigsten in der Geschichte der NBA – dabei bis 1957 fünfmal in Folge – die beste Freiwurfquote hatte, hat seine Freiwurfquote im Vergleich zum Vorjahr substantiell verbessert und damit seinen Karrierewert aufgelegt. Er verwandelte die neuntmeisten Freiwürfe.
- Bob Cousy führte die Liga zum siebten Mal in Folge in Assists an. Sein Rekord von 28 Assists im Spiel gegen Minneapolis am 27. Februar 1959 hatte beinahe 19 Jahre Bestand und ist bis heute der dritthöchste Wert pro Spiel. In jener Begegnung erzielte Boston mit 72 Feldtoren und einem Punktestand von 173 zwei Rekordwerte, die erst am 13. Dezember 1983 im Spiel der Denver Nuggets gegen die Detroit Pistons und lediglich nach drei Verlängerungen fielen.
- Neben Bill Russell, der zum zweiten von zwölf Malen in Folge die Zahl von 1000 Rebounds querte, übertrafen Bob Pettit, Rookie Elgin Baylor und Red Kerr von den Syracuse Nationals die Tausender-Marke. Die Celtics legten mit einer Quote von 70,2 Rebounds pro Spiel, nämlich 5055 in 72 Spielen, einen vorläufigen Rekord auf.

## Playoffs-Baum
|  | Division-Halbfinals | Division-Halbfinals | Division-Halbfinals |  |  | Division-Finals | Division-Finals    | Division-Finals |  |    | NBA-Finals         | NBA-Finals     | NBA-Finals |
|  |                     |                     |                     |  |  |                 |                    |                 |  |    |                    |                |            |
|  | Western Division    | Western Division    | Western Division    |  |  | W1              | St. Louis Hawks    | 2               |  |    |                    |                |            |
|  | W2                  | Minneapolis Lakers  | 2                   |  |  | W2              | Minneapolis Lakers | 4               |  |    |                    |                |            |
|  | W3                  | Detroit Pistons     | 1                   |  |  |                 |                    |                 |  | W2 | Minneapolis Lakers | 0              |            |
|  |                     |                     |                     |  |  |                 |                    |                 |  |    | E1                 | Boston Celtics | 4          |
|  | Eastern Division    | Eastern Division    | Eastern Division    |  |  | E1              | Boston Celtics     | 4               |  |    |                    |                |            |
|  | E2                  | New York Knicks     | 0                   |  |  | E3              | Syracuse Nationals | 3               |  |    |                    |                |            |
|  | E3                  | Syracuse Nationals  | 2                   |  |  |                 |                    |                 |  |    |                    |                |            |

## Playoffs-Ergebnisse
Die Playoffs begannen am 13. März und wurden in der ersten Runde nach dem Modus „Best of Three“ ausgetragen, die Division-Finals und die NBA-Finals nach dem Modus „Best of Seven“. Die Divisionssieger hatten ein Freilos in der ersten Runde.
Bob Cousy von den Celtics gewährte 119 Assists, Bill Russell errang 305 Rebounds und Elgin Baylor von den Lakers erzielte 331 Punkte in der Postseason. In einer Zwei-Spiele-Serie mit den meisten Freiwürfen (104), Verwandlungen (90) und der höchsten Freiwurfquote (86,5 %) stand John „Red“ Kerr von den Syracuse Nationals gegen New York mit 95 Minuten am jemals längsten in einer Zweier-Serie auf dem Parkett und sein Teamkamerad Dolph Schayes verwandelte mit 83 die meisten Freiwürfe einer Sieben-Spiele-Serie gegen Boston. In beiden Serien wurden die jeweils meisten Punkte zweier Teams einer Zwei-Spiele- wie einer Sieben-Spiele-Serie erzielt. Die meisten Rebounds einer Vier-Spiele-Serie in Playoffs und Finals hatte Russel mit 118 (29,5 pro Spiel, Finalspitzenwert). In allen drei erwähnten Serien wurden die meisten Rebounds zweier Teams der NBA-Geschichte (137, 295 und 525) errungen.

### Eastern Division-Halbfinals
Syracuse Nationals 2, New York Knickerbockers 0

Freitag, 13. März: New York 123 – 129 Syracuse

Sonntag, 15. März: Syracuse 135 – 115 New York

### Western Division-Halbfinals
Minneapolis Lakers 2, Detroit Pistons 1

Sonnabend, 14. März: Minneapolis 92 – 89 Detroit

Sonntag, 15. März: Detroit 117 – 103 Minneapolis

Mittwoch, 18. März: Minneapolis 129 – 102 Detroit

### Eastern Division-Finals
Boston Celtics 4, Syracuse Nationals 3

Mittwoch, 18. März: Boston 131 – 109 Syracuse

Sonnabend, 21. März: Syracuse 120 – 118 Boston

Sonntag, 22. März: Boston 133 – 111 Syracuse

Mittwoch, 25. März: Syracuse 119 – 107 Boston

Sonnabend, 28. März: Boston 129 – 108 Syracuse

Sonntag, 29. März: Syracuse 133 – 121 Boston

Mittwoch, 1. April: Boston 130 – 125 Syracuse

### Western Division-Finals
Minneapolis Lakers 4, St. Louis Hawks 2

Sonnabend, 21. März: St. Louis 124 – 90 Minneapolis

Sonntag, 22. März: Minneapolis 106 – 98 St. Louis

Dienstag, 24. März: St. Louis 127 – 97 Minneapolis

Donnerstag, 26. März: Minneapolis 108 – 98 St. Louis

Sonnabend, 28. März: St. Louis 97 – 98 Minneapolis (n. V.)

Sonntag, 29. März: Minneapolis 106 – 104 St. Louis

## NBA-Finals

### Boston Celtics vs. Minneapolis Lakers
Das erste Heimspiel der Lakers fand in Minneapolis’ Zwillingsstadt Saint Paul, Minnesota statt. Sowohl Bill Russel als auch Bob Cousy spielten 186 Minuten in den Finals. Lediglich Robert Horry spielte 1995 eine Minute länger in vier Spielen. Kein anderes Team erzielte in vier Spielen mehr Punkte, Freiwürfe, Feldtore oder Assists als Boston (487, 111, 188 und 114). Beide Teams nahmen jeweils die meisten Würfe einer Vier-Spiele-Finalserie (464 und 463) und errangen die meisten Rebounds (295 und 268). Es gab erstmals keine Disqualifikationen.
Die Finalergebnisse:

Sonnabend, 4. April: Boston 118 – 115 Minneapolis

Sonntag, 5. April: Boston 128 – 108 Minneapolis

Dienstag, 7. April: Minneapolis 110 – 123 Boston

Donnerstag, 9. April: Minneapolis 113 – 118 Boston
Die Boston Celtics werden mit 4—0 Siegen nach 1956/57 zum zweiten Mal NBA-Meister.

## Die Meistermannschaft der Boston Celtics
| Gene Conley, Bob Cousy, Tom Heinsohn, K. C. Jones, Sam Jones, Jim Loscutoff, Frank Ramsey, Bill Russell, Bill Sharman, Bennie Swain, Lou Tsioropoulos Head Coach Red Auerbach |